# Centro storico di San Salvo
Il centro storico di San Salvo è un quartiere di San Salvo in provincia di Chieti.

## Descrizione e storia
Il centro storico di San Salvo si sviluppa intorno alla Piazza San Vitale fino a quando, nel 1950, era chiuso da molti edifici tra cui la Porta della Terra, la porta d'accesso al centro di San Salvo. La porta di fu abbattuta nel 1968 ma fu poi ricostruita nel 1997.
Le vicende più remote di San Salvo risalgono alla Preistoria, di cui si sono avuti ritrovamenti nel territorio circostante. Nel II millennio a.C. si affermava la cultura appenninica, mentre si avevano anche rapporti, per la vicinanza del sito alla costa adriatica, con i Micenei. Più avanti con l'arrivo degli Italici, il sito fu popolato dai Frentani. Tracce archeologiche di vasellame risalgono al IV-III secolo a.C., anche armi, statuette votive, sono state rinvenute. Con la presenza romana in loco, l'area del Quadrilatero divenne una vera e propria cittadina, emporio commerciale nelle vicinanze dell'Adriatico, e ciò è testimoniato dal rinvenimento di una cisterna romana presso la piazza San Vitale, utilizzata anche dai monaci cistercensi dell'abbazia di San Salvo, e poi un acquedotto romano presso la Fonte Vecchia.
San Salvo fu citata anche come emporio commerciale nella Naturalis Historia di Plinio il Vecchio. Il sito fu, dopo la caduta di Roma, di proprietà dei monaci benedettini di Montecassino e San Vincenzo al Volturno: si ricordano le chiese di Sant'Angelo in Salavento del X secolo, oggi scomparsa, che doveva trovarsi in contrada Piane Sant'Angelo, e poi la più florida abbazia di San Salvo del Trigno, eponimo del paese, corrispondente all'attuale parrocchia di San Giuseppe in piazza San Vitale. Nel 1257 c'è l'insediamento cistercense dell'abbazia di San Vito del Trigno, situata fuori il Quadrilatero, presso il fiume, tali monaci francesi introdussero nuove tecniche di coltivazione della terra, soprattutto per ristabilire l'economica locale, poiché il territorio era paludoso e acquitrinoso.

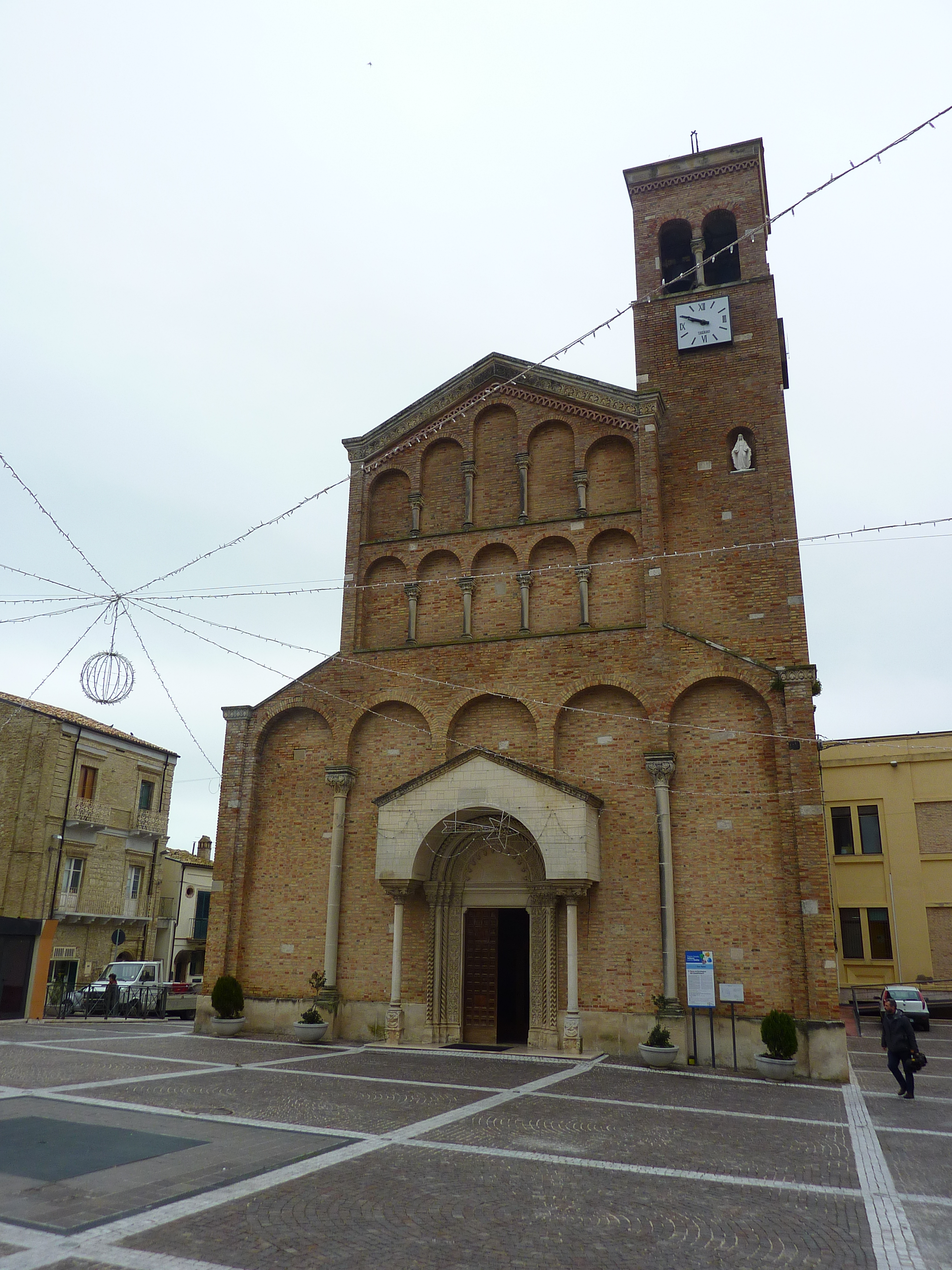
Chiesa di San Giuseppe, in piazza San Vitale

L'abbazia decadde però già nel XV secolo, e venne affidata ad abati commendatari, sino a che le due abbazie vennero riunite nel monastero dei Santi Salvo e Vito del Trigno, con sede nella chiesa dentro il Quadrilatero. L'abbazia fuori le mura scomparirà nel XVIII secolo, l'altra di San Salvo invece perderà le sue funzioni, e verrà riconsacrata a San Giuseppe. Il perimetro murario che cingeva l'abbazia di San Salvo, il "Quadrilatero", pian piano venne smantellato e sostituito da abitazioni civili e anche signorili, come il Palazzo Iorio, rimase solo un ingresso presso le mura, la "Porta della Terra", distrutta però negli anni '60 e ricostruita tuttavia in forme moderne nel 2002. Il perimetro del Quadrilatero abbraccia il corso Umberto I, via Fontana, via Orientale e via Martiri d'Ungheria, lo slargo principale è la piazza San Vitale, l'ingresso a Porta Terra avviene dal corso Umberto I.

### Il monastero dei Santi Vito e Salvo del Trigno
Di grande importanza fu l'esistenza del cenobio cistercense di San Salvo del Trigno, tra il IX secolo e l'XI secolo, sopra l'abitato romano di Cluvia. Il cenobio benedettino, in seguito andrà in possesso dei monaci cistercensi dal XIII secolo. La zona all'epoca era possedimento dell'abbazia di Montecassino e di quella di San Vincenzo al Volturno, mentre l'area archeologica dell'antica Cluvia nel quartiere San Rocco, era di proprietà del monastero di Sant'Angelo in Salavento. Il monastero di San Salvo acquisì importanza, come rilevato dal Chronicon Sancti Stephani in Rivomaris (un altro cenobio assai antico dell'VIII secolo presso Casalbordino) nel XII secolo, attorno a cui venne edificato un abitato medievale, l'antica San Salvo.

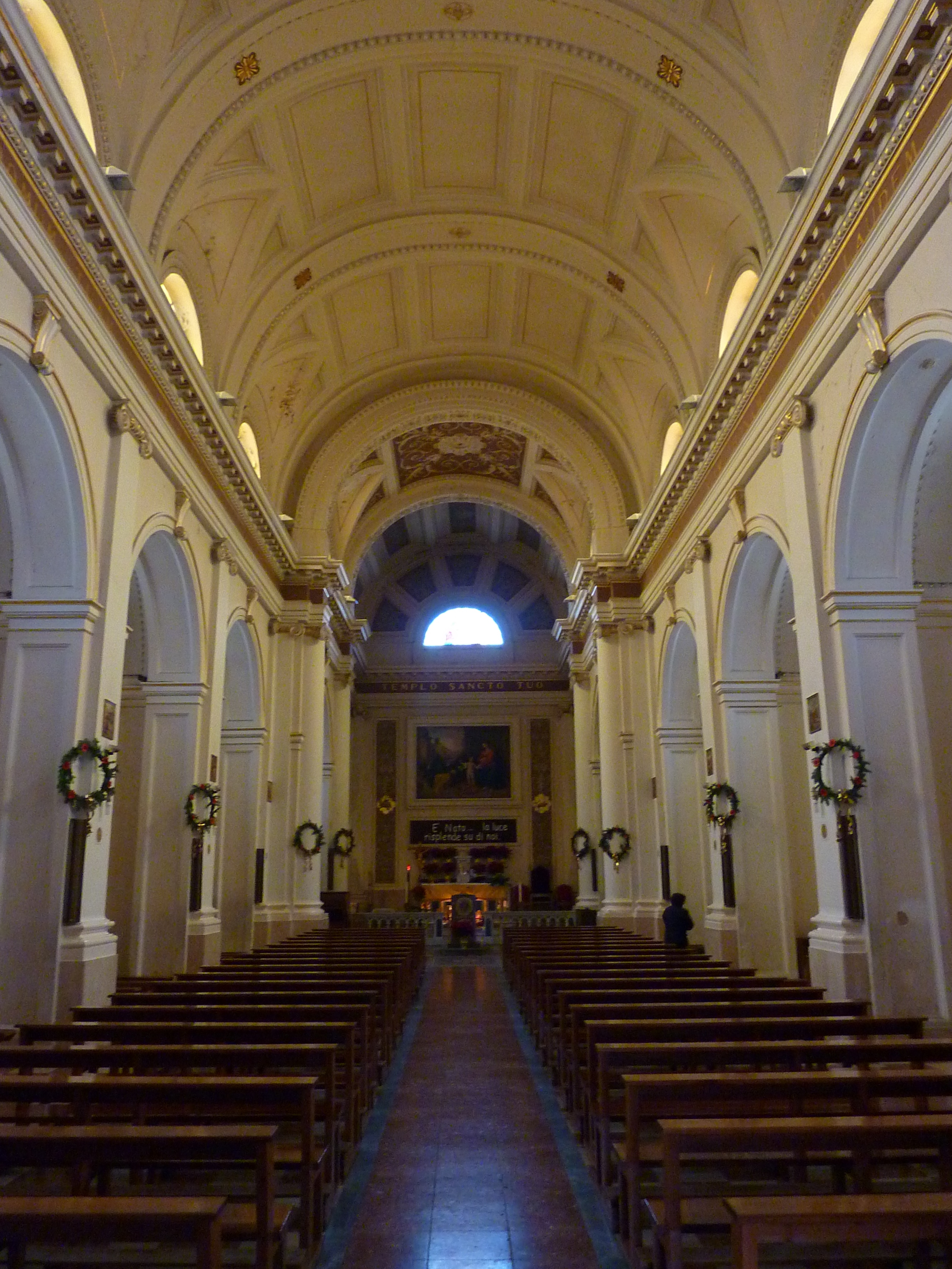
Interno della chiesa di San Giuseppe

Le bolle pontificie di papa Alessandro III, che venne a Vasto nel 1173 per concederla in feudo all'abbazia di San Giovanni in Venere e di papa Innocenzo III (1208) confermano l'esistenza di questo monastero, e si registra una donazione dal Conte Roberto di Loretello al vescovo di Chieti Ranulfo nel 1095. L'abbazia del Trigno è stata modificata nei secoli a seguire, tanto che dell'aspetto originario oggi non rimane nulla, se non resti nella cripta e nelle pareti laterali del sottosuolo. Sino al 1961 resisteva il vecchio campanile a torre dalla pianta irregolare, che fu abbattuto per problemi di staticità, e ricostruito in posizione non originale, dato che stava dietro alla chiesa, e fu collocato accanto alla facciata.
Nel 1204 l'abbazia entrò nel possesso del monastero di Santa Maria della Carità in Casanova, per volere dell'abate Dionisio, nella diocesi di Penne, entrando di fatto nel governo dei Cistercensi. L'acquisizione della grancia di San Salvo, nel 1210 e del Castello Manno, in contrada Bufalara, permise ai cistercensi di assicurarsi in breve la dotazione fondiaria di buona parte della pianura alla sinistra del basso Trigno. Nel 1355-56 sotto l'autorizzazione di papa Alessandro IV, si poté costruire un ospedale dei pellegrini nella grancia presso il Castello Manno, sicché nacque la nuova abbazia di San Vito del Trigno, a distanza dall'abbazia di San Salvo, stando sempre sotto la giurisdizione dell'abbazia di Casanova nella provincia diocesana pennese. L'Abbazia andò a costituire la catena delle 5 abbazie cistercensi abruzzesi: l'abbazia di Santa Maria Arabona di Manoppello (1208), l'abbazia di Santa Maria della Vittoria a Scurcola Marsicana (1274) voluta da Carlo I d'Angiò per la vittoria a Tagliacozzo contro Corradino di Svevia, l'abbazia di Santo Spirito d'Ocre nel 1248 e appunto l'abbazia di Casanova, la prima ad essere stata fondata.
La chiesa di San Vito del Trigno si trova nella contrada omonima sansalvese, presso la stazione Marina, e si ammirano alcuni ruderi, resti di fondazioni e sepolture monastiche. La pianta degli edifici monastici ricalcava lo schema delle abbazie cistercensi, con la chiesa a nord, a coperta dei venti, e il chiostro col monastero a sud. L'abbazia oltre a costituire il centro amministrativo del feudo, entrò nei beni fondiari di diverse località d'Abruzzo e della Capitanata di Foggia, acquistando i monastero di San Vito a Forca di Penne, e Brittoli, San Vito di Capestrano, Santa Maria di Catignano a Bussi, e San Vito e Giorgio sulla Pescara, San Martino in Valle a Fara S.M., Santo Stefano in Lucana di Tornareccio, San Martino di Paglieta. I monaci cistercensi bonificarono alcune zone paludose del Trigno con dei canali, realizzarono un innovativo sistema agricolo con le grance, come testimoniato dalle bolle pontificie del 1270 e del 1370, che confermano la ricchezza del cenobio.
Non si esclude che l'antico stile dell'abbazia doveva ricalcare quello dei cenobi di Santa Maria d'Arabona e Santo Spirito d'Ocre, ancora oggi visibili, nello stile gotico borgognone cluniacense.
Dopo il 1370 per l'abbazia di Casanova, così come per le altre d'Abruzzo, iniziò la crisi perché in seguito alla peste del 1348, si aggiunsero l'assenza della protezione pontificia, l'aggressività dei signori feudatari, e la conseguente diminuzione dei monaci, gravati anche dai saccheggi dei briganti e dei pirati che compivano scorrerie sulle coste. Nel 1445 l'abbazia divenne vacante, risultava commenda di Colantonio Valignani, vescovo di Chieti. Mentre quest'abbazia decadeva, l'altro monastero di San Salvo del Trigno, dentro le mura del Quadrilatero, cresceva di prestigio, sicché gli abati divenne "commendari" di San Salvo, come citato nel 1498 da papa Pio III. I commendari si susseguirono, spostando la sede in San Salvo, e furono quasi tutti vescovi di Chieti, in qualche maniera imparentati con i cardinali e i pontefici di Roma. Per tre secoli, sino al XVIII, le famiglie Piccolomini e Carafa si avvicendarono nella commenda di San Salvo, sino a quando l'abbazia entrò nella dispensa di San Bonaventura e di Santa Maria della Pietà di Roma.
Quando nella metà del XVII secolo la famiglia dei D'Avalos, stanziata nel Vasto, iniziò a prendere in possesso l'antico territorio feudale di San Salvo, per i monaci la crisi fu irreversibile, soprattutto quando gran parte del territorio fu comprato da don Cesare Michelangelo d'Avalos, Marchese del Vasto, sancendo di fatto un'egemonia dinastica in tutto il territorio del Trigno e del Sinello, spartendoselo poi con amici e vassalli. Mentre l'abbazia di San Vito cadeva sempre più in rovina, sino a quasi comparire, mentre i locali dell'ex monastero venivano usati dai contadini o riutilizzati per abitazioni e depositi e magazzini, l'abbazia d San Salvo del Trigno nel XVII secolo subì una radicale trasformazione, venendo eletta a parrocchia arcipretale di San Giuseppe. Cura se ne fece il cardinale e abate commendatario della Badia di S.Salvo Pier Luigi Carafa, che trasformò la chiesa, il campanile, e il palazzo dei commendari, ricavato dall'ex monastero. Nel 1776 si arrivò alla stipulazione presso Napoli del contratto di enfiteusi perpetua, in cui l'Università di San Salvo diveniva municipalità, entrando in amministrazione dei feudi dell'ex abbazia, senza dover più rispondere a un feudatario o a un commendario.

## Monumenti e luoghi d'interesse[1]

### Su Strada della Chiesa

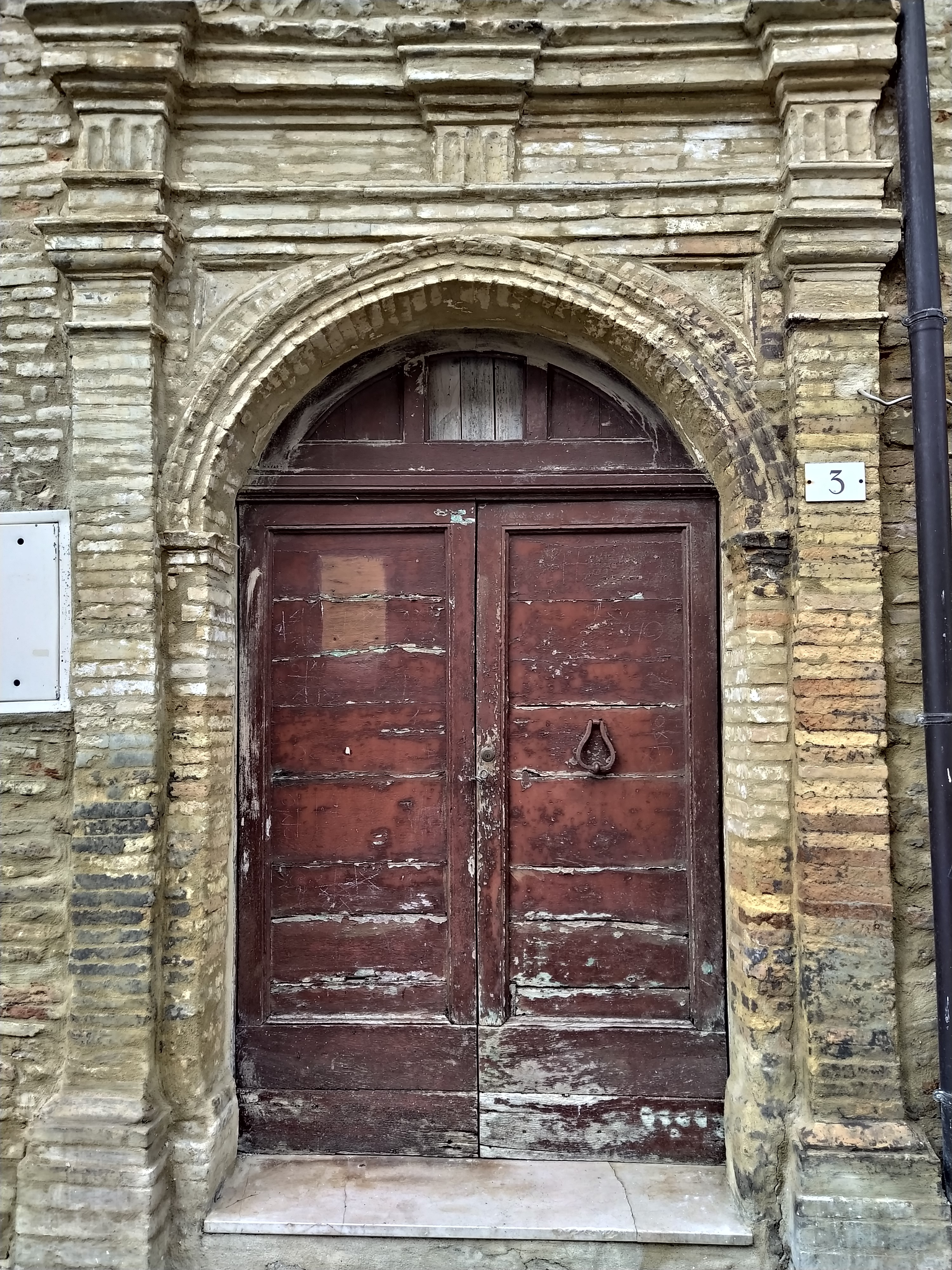
Palazzo di Iorio-Bruno, caratterizzato da un elegante portale cinquecentesco;
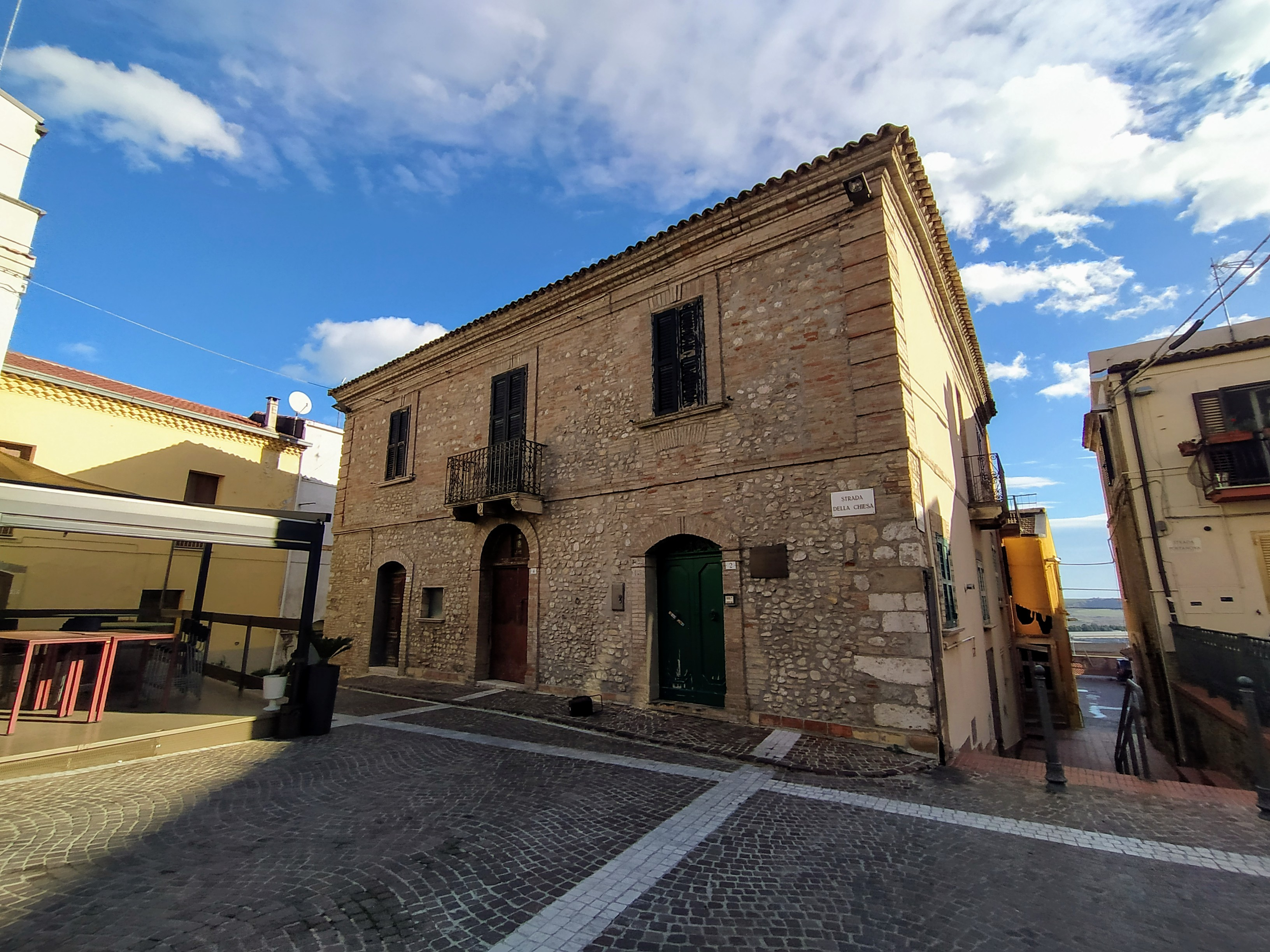
Palazzo Cirese, in piazza San Vitale;
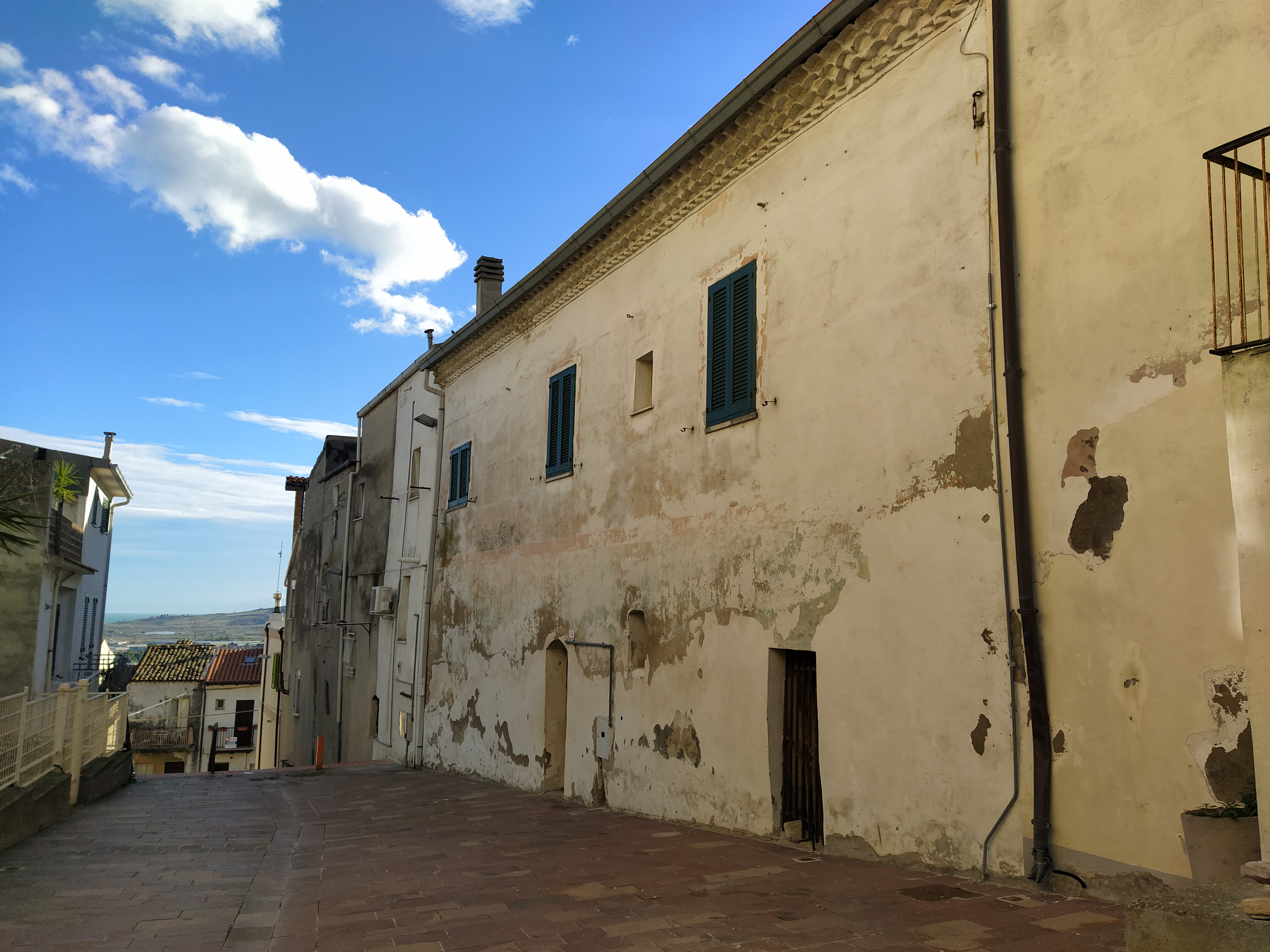
Casa di Falco, detta anche "il Convento", poiché fu probabilmente sede di un antico insediamento di monaci. Pur avendo subito numerose trasformazioni, conserva una monofora e un cornicione "a romanella"[2];
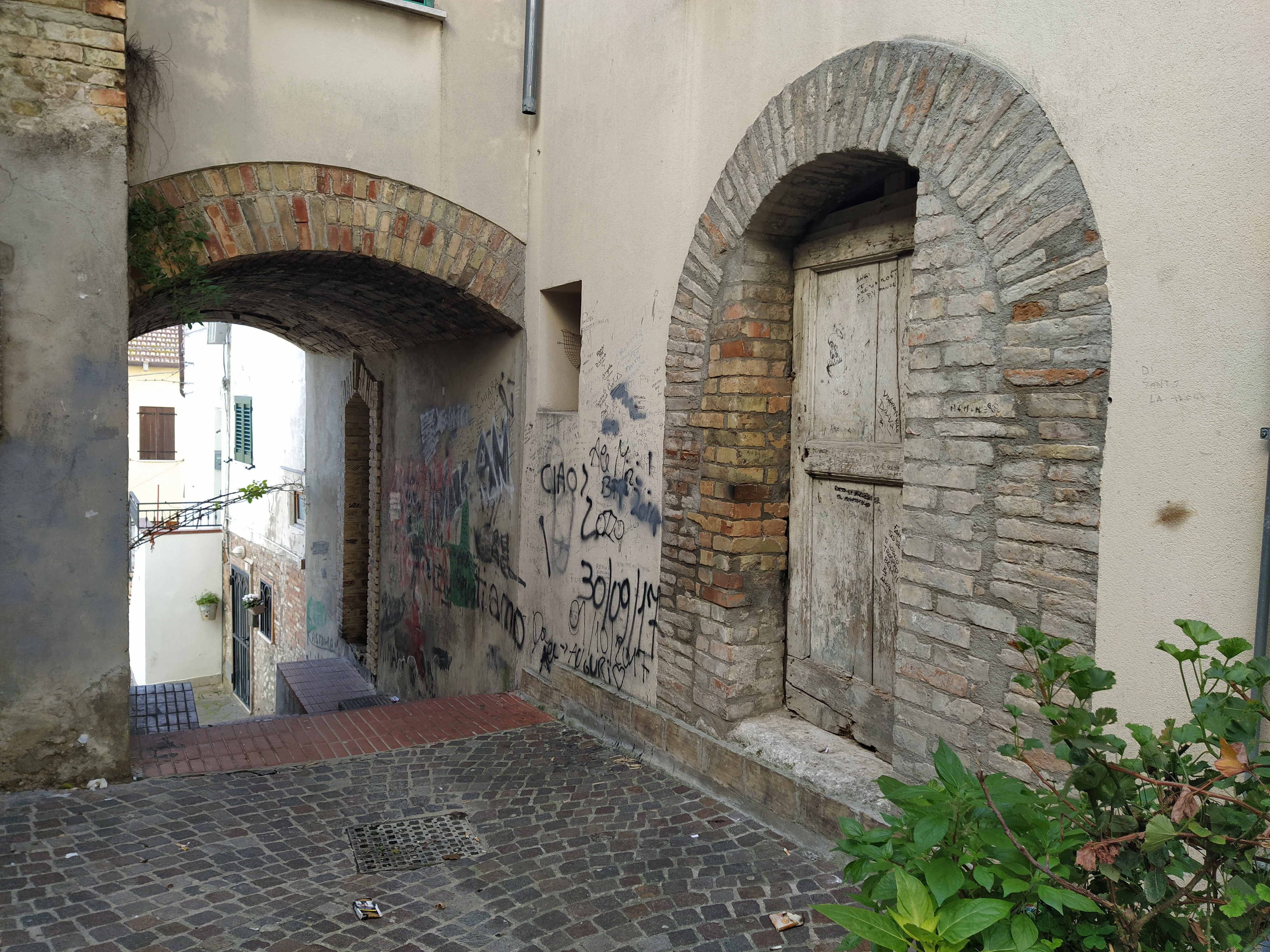
Arco "La Cavuta", antico ingresso all'antico borgo ricavato nel XIX secolo per contrastare il fenomeno del brigantaggio, allora molto diffuso.  - Portale di Palazzo Di Iorio
  - Palazzo Cirese
  - Casa Di Falco
  - Arco "La Cavuta"

### Su corso Umberto I

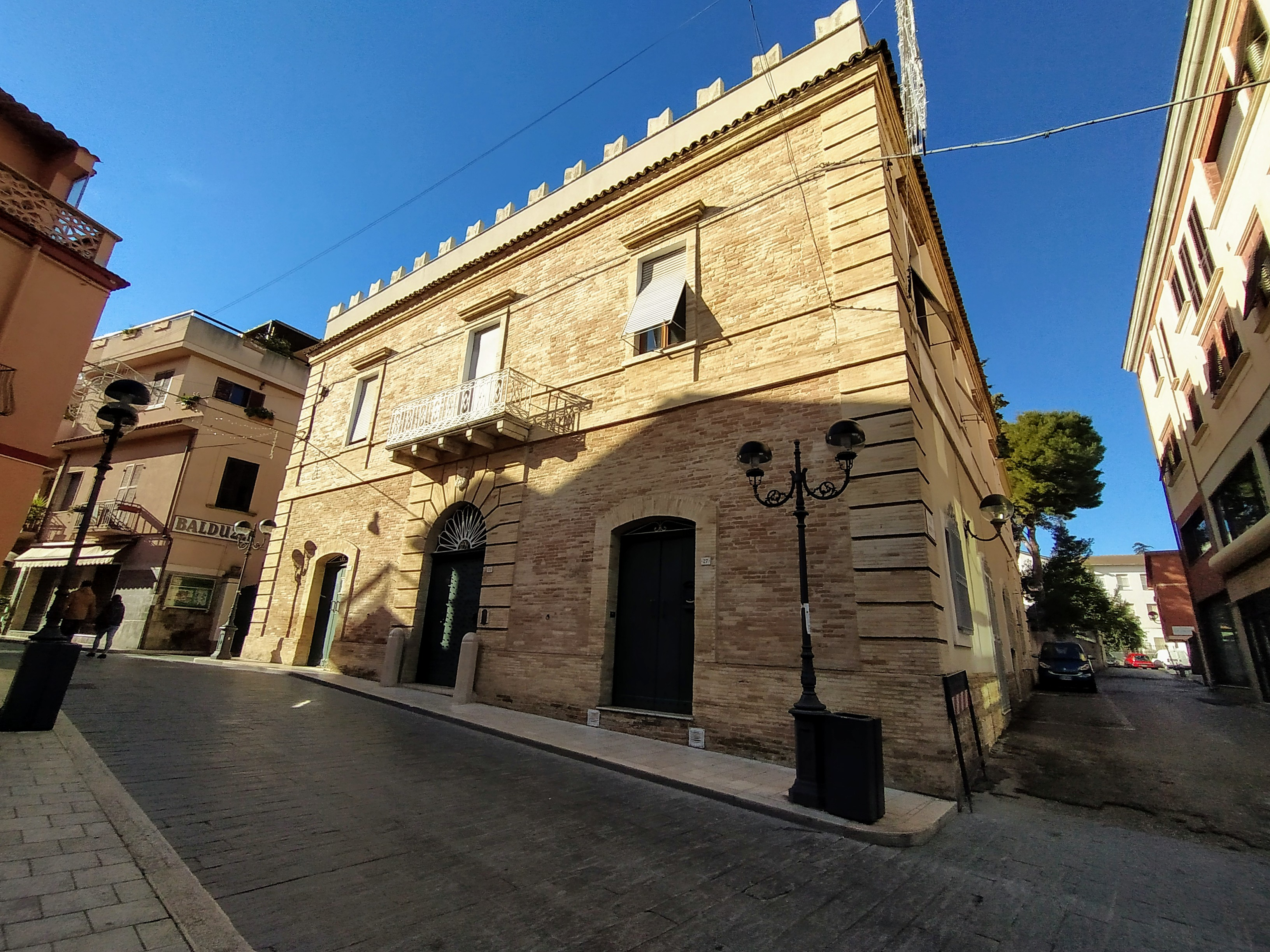
Palazzo de Vito, elegante edificio ottocentesco in stile neoclassico, con esterno in mattoni a vista, e porta decorato da cornice in bugnato. Fu acquistato dalla famiglia de Vito con il matrimonio di Giuseppe de Vito e Filomena Ciavatta che lo portò in dote;
- Casa del Signore di Capracotta; è un piccolo elegante edificio con le finestre decorate da balconi con mensole in ferro battuto;
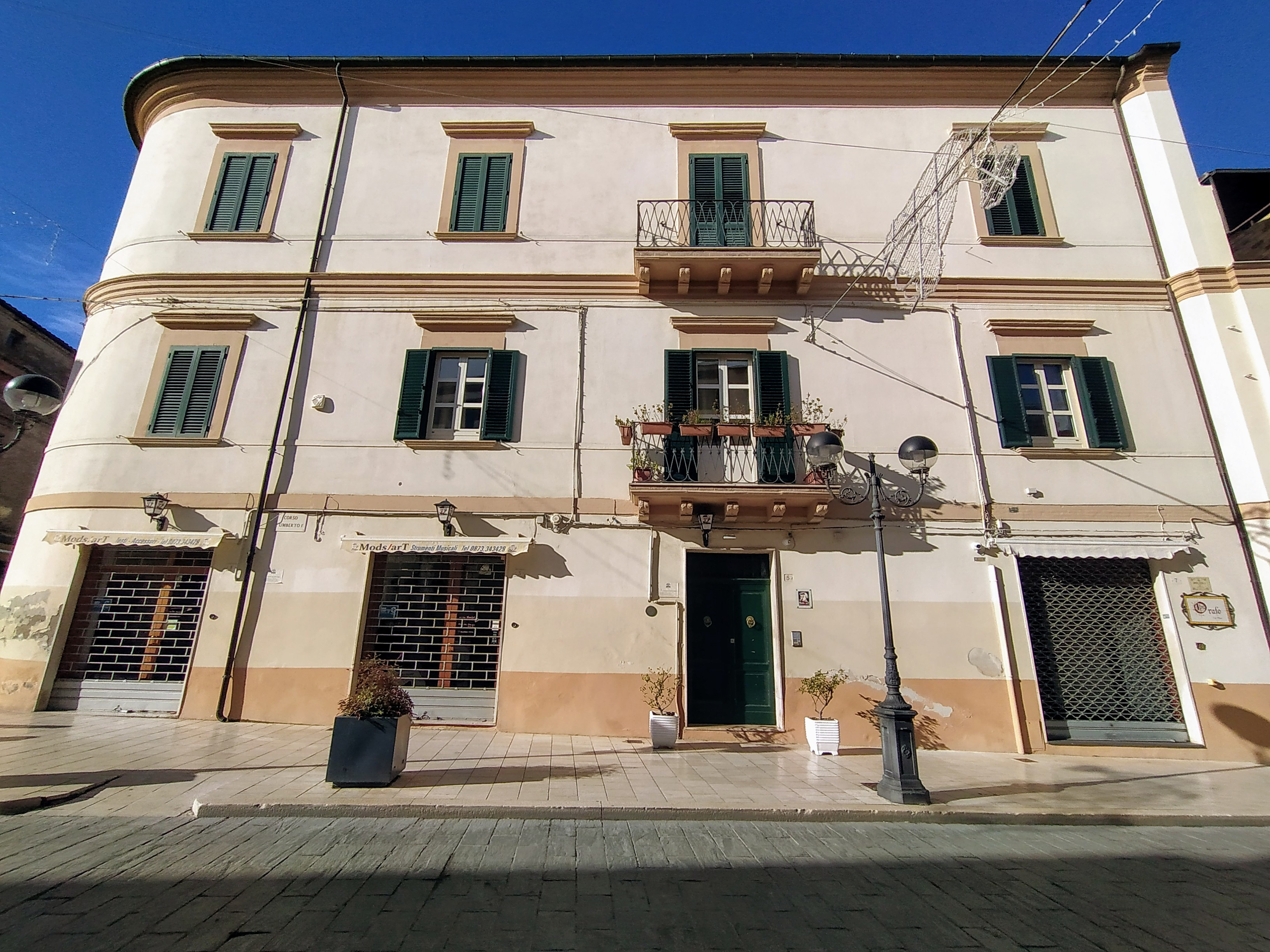
Palazzo Ciavatta, risalente al XVIII secolo, conserva tracce dell'originaria colorazione rosso pompeiano[2];
- Palazzo Sabatini, presenta una singolare smussatura all'angolo tra corso Umberto I e corso Garibaldi[2];
- Case dei Monacelli, in via Roma, risale al 1979, edificato dai coniugi Antonio e Rosa d'Achille. Fu costruito sopra un antico panificio comunale.  - Palazzo De Vito
  - Palazzo Sabatini

### Architetture religiose

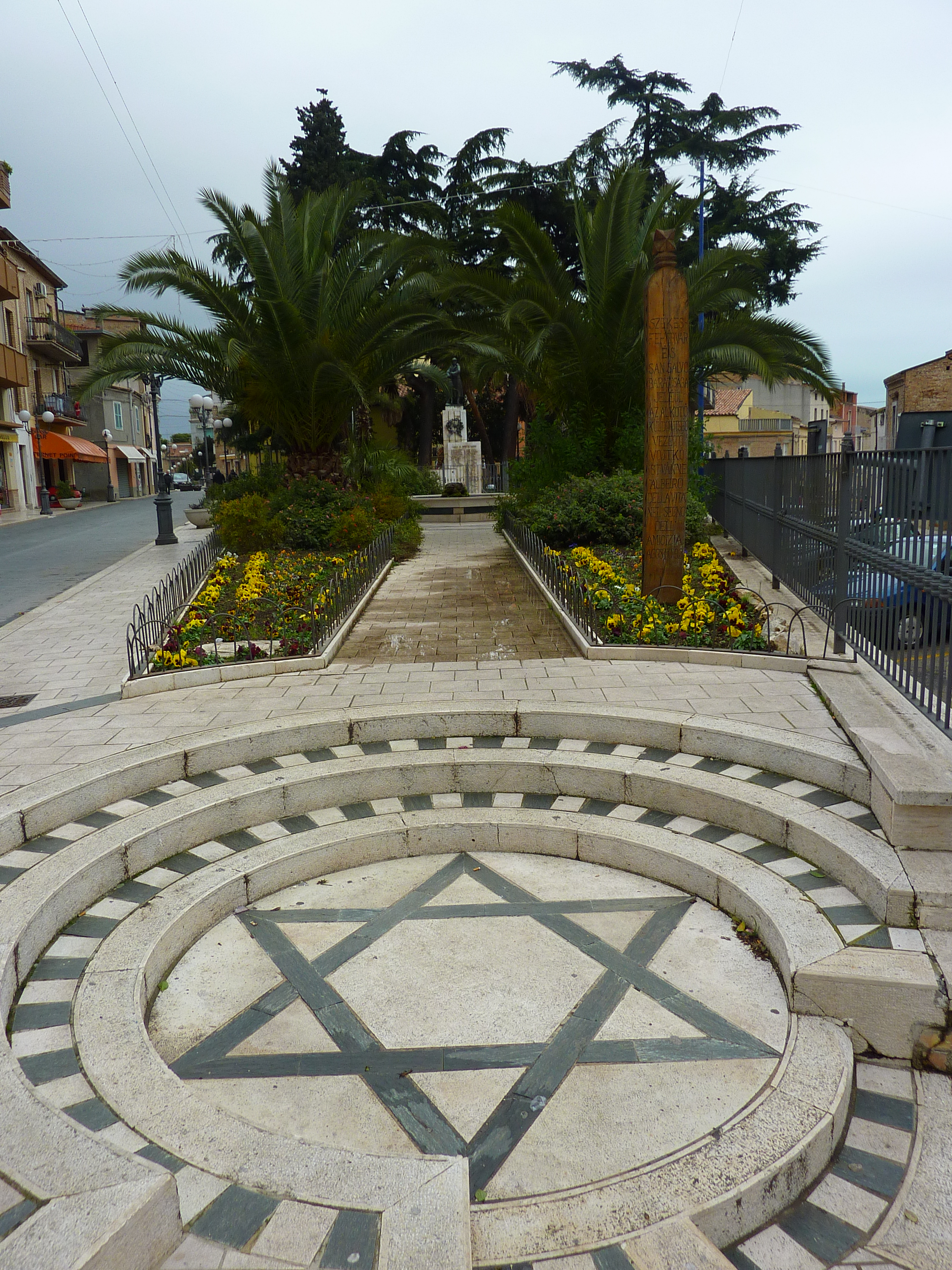
Giardino del monumento ai caduti, bivio di via Roma e corso Umberto I

- Chiesa Parrocchiale di San Giuseppe sita al centro del borgo medievale in Piazza San Vitale, storica abbazia di San Salvo del Trigno all'interno del "Quadrilatero"; fu restaurata nel XVII secolo e nella metà dell''800. Nell'interno era posta una pala d'altare riproducente la Sacra Famiglia chiamata volgarmente "Quadro di San Giuseppe" in stile rinascimentale. Prima del restauro corposo del 1965, la chiesa conservava l'esterno della storica abbazia, la torre campanaria dotata di orologio e di un portale retrostante di accesso, romanico, si trovava arretrata, su via della Chiesa; successivamente è stata demolita e ricostruita accanto alla facciata. La stessa facciata, in mattoni a vista, molto semplice e priva ormai degli abbellimenti medievali, è stata profondamente modificata con un'edicoletta spiovente che introduce il portale centrale, e decorazioni a nicchie cieche pseudo romaniche sul prospetto;
- Chiesa di San Rocco che risale al XVI secolo, benché non faccia parte del centro storico, è legata alla tradizione cristiana sansalvese, si trova in via Madonna delle Grazie, all'altezza della rotatoria di piazza Aldo Moro;
- Chiesa della Madonna delle Grazie, del XVII secolo, si trova sulla strada omonima;

### Altri monumenti e luoghi d'interesse

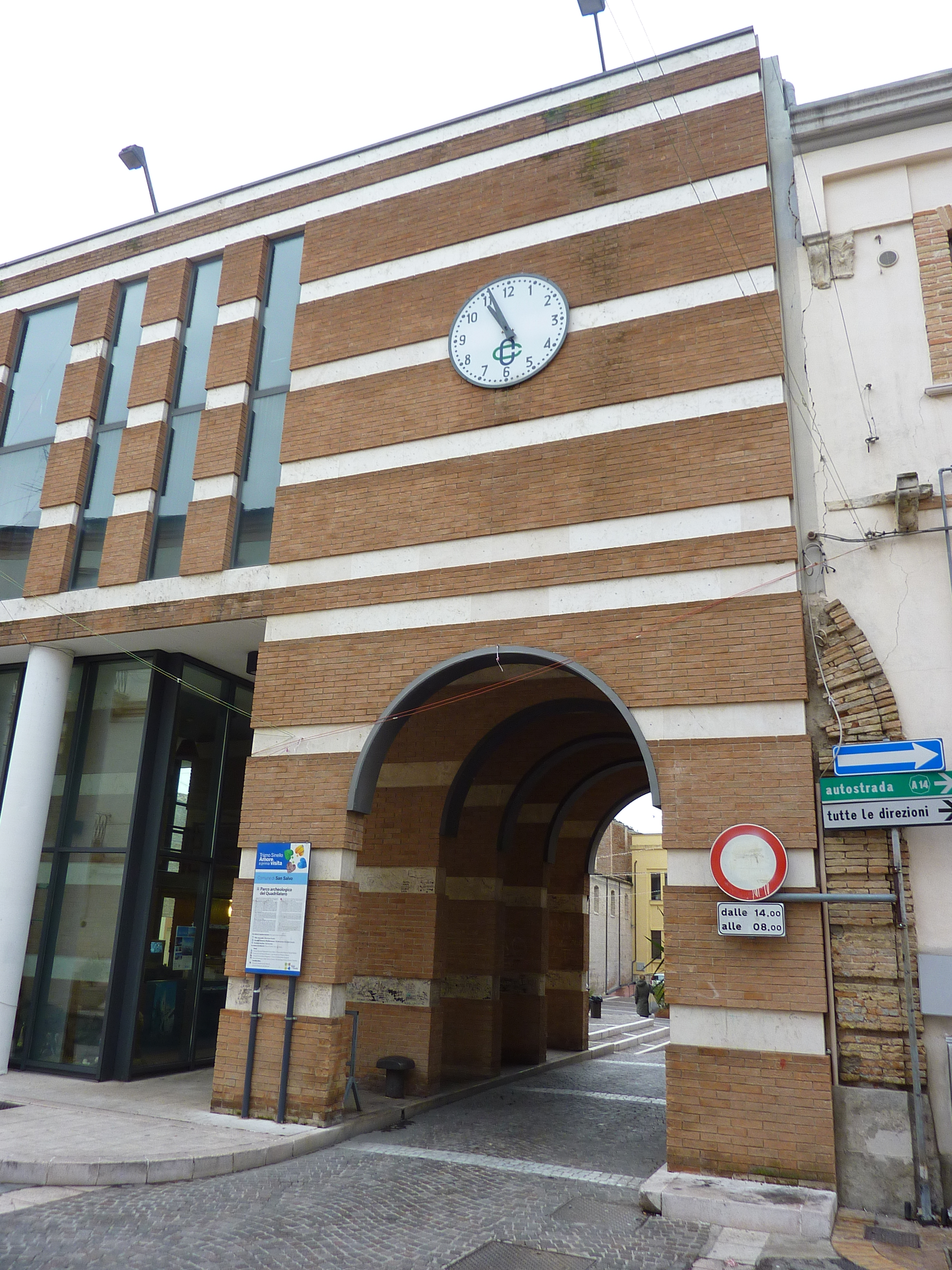
Porta della Terra, corso Umberto I

- Corso Umberto I; stradone principale che unisce il Quadrilatero con il sobborgo "Giuseppe Garibaldi", sorto alla fine dell'Ottocento, lungo il corso omonimo, dove si trova anche la chiesetta settecentesca di San Nicola di Bari. Il corso lambisce Porta della Terra, arriva a lambire la villa pubblica, s confluisce in via Fontana Nuova.
- Piazza del Comune (Piazza Giovanni XXIII); slargo rettangolare situato a nord del Quadrilatero, lungo via Martiri d'Ungheria
- Giardinetto del monumento ai caduti: si trova all'ingresso della villa comunale, alla biforcazione del corso Umberto I con via Roma.
- Parco archeologico del Quadrilatero: si tratta di un museo itinerante che abbraccia tutto il Quadrilatero, istituito nel 1997: comprende la visita ai siti che riguardano la storia dell'abbazia di San Salvo del Trigno, dunque l'ingresso al Quadrilatero di Porta della Terra, il museo civico "Porta della Terra", il museo dell'Abbazia, e l'insula archeologica del Chiostro, la domus col mosaico, l'acquedotto che va verso via Fonte Vecchia e infine la parrocchia di San Giuseppe con la sua cripta medievale.
  - Museo archeologico "Porta della Terra" ed insula con mosaico: custodisce reperti e documenti che testimoniano la presenza benedettina e cistercense in San Salvo. L'insula si trova presso l'area dello storico chiostro abbaziale, al centro vi è un pozzo, la cisterna ad impluvium dell'antico domus romana che prima vi sorgeva, di cui rimane la piattaforma, ed era coperta da una tettoia sorretta da 4 pilastri. Nell'isola archeologica in piazza San Vitale si trova un mosaico del II secolo d.C., in opus reticulatum e lateritium; il mosaico è policromo, decorato con tralci di vite che fuoriescono da 4 eleganti vasi ad anse.